# Dennis Fimple
Dennis Fimple,  född 11 november 1940 i Taft, Kalifornien, död 23 augusti 2002 i Frazier Park i Kern County, Kalifornien (i sviterna efter en bilolycka), var en amerikansk skådespelare.
Fimple har medverkat i ett flertal tv-serier, bland annat i M*A*S*H, Hulken, Charlies änglar, The A-Team och Sabrina tonårshäxan.

## Filmografi i urval
- 1976 - King Kong
- 1984 – Tjejen som jobbade skift
- 1994 – Maverick
- 2003 – House of 1000 Corpses